# 南鯤シン代天府
南鯤鯓代天府（みなみこんしんだいてんふ）は、台湾台南市北門区に位置する寺院。南鯤鯓廟（みなみこんしんびょう）とも。台湾の王爺廟の総本山といわれる。

## 概要
1662年に創建されて、台湾全国の王爺廟の総本山として古くから崇敬を受けていた。1985年に台湾の国定史跡に指定された。
主神は疫病神・王爺であるが、観世音菩薩など道教、仏教の様々な神が祀られている。

## アクセス
- 台湾鉄路管理局縦貫線台南駅より「安工区↔佳里」方向の幹支線バス「藍線」に乗車、「佳里駅」（佳里轉運站）で大台南バス「青1」または「青2」乗り換え、「南鯤鯓」下車。